# 弥蒙線
弥蒙線（みもうせん、中文表記: 弥蒙铁路）は中華人民共和国雲南省紅河ハニ族イ族自治州弥勒市と蒙自市を結ぶ全長106kmの鉄道路線。単線・電化。

## 歴史
- 2015年12月28日、着工。工期は6年を予定。[2]
- 2022年12月16日、開業[1]。